# Kořist (Crichton)
Kořist (anglicky Prey) je román amerického spisovatele Michaela Crichtona. Román je psán zejména jako varování před podceněním rizik, která přináší překotný vývoj nanotechnologie v kombinaci s genetikou a informatikou. Knihu v češtině vydalo nakladatelství Knižní klub v roce 2003, v originále vyšla o rok dříve.

## Děj
Děj se odehrává v průběhu pouhých sedmi dní. Hlavním hrdinou je Jack Forman - momentálně nezaměstnaný (i když velmi schopný) počítačový programátor, který se doma stará o své tři malé děti. Jeho manželka Julia je členkou vedení společnosti Xymos a doma se skoro neukáže, protože poslední dobou neustále pobývá v továrně firmy v nevadské poušti. Xymos se zabývá vývojem revoluční nanotechnologie.
Jackovi neušlo, že se Julia chová v poslední době podivně, podrážděně a afektovaně a připisuje to stresu z práce. Všímá si, že zhubla, zkrásněla a je chladná, začne jí proto podezřívat, že má milence. Jack také zhlédne tajné korporátní video Xymosu, představující převratný nový projekt. Jedná se o zobrazovací technologii, kdy jsou do krevního oběhu pacientovi vpraveny nanočástice, které se spojí v kameru a přenášejí obraz na LCD obrazovku. Jack je touto technologií ohromen. Doma se zatím dějí divné věci. Nejmladší dítě – devítiměsíční Amanda - onemocní bleskovou infekcí a paměťový čip v MP3 přehrávači se rozpadá na prach. Jack si je vědom, že je jeho rodina v krizi a přijíždí jeho sestra - psycholožka Ellen, aby mu pomohla. Po rodinné večeři Julia opět odjíždí do firmy a Jack má pocit, jakoby vedle ní v autě někdo seděl. Julia má autonehodu a odvážejí ji do nemocnice.
Z Xymosu přijde nabídka práce pro Jacka a on letí vrtulníkem přímo do jejich výrobního centra v poušti. Tam se setkává s Rickym, Juliiným kolegou. Ten ho seznamuje s problémem. Nanočástice, které vyrábějí, jsou naprogramovány kódem Predátor – Kořist, který napsal sám Jack. Ale část se jich dostala z továrny ven do pouště a oni nevědí, co se mohlo stát. Jack si je jistý, že byla velmi špatně odvedena práce a zanedbána rizika. Setkává se s Mae, která byla dříve jeho kolegyní. Uniklé částice se shlukují do rojů a provází je překotný vývoj. Jsou naprogramované tak, aby dostihly kořist a umírají lidé z Xymosu, kteří neuniknou do vzduchotěsné budovy továrny. Částice se mezitím naučily vyvíjet, zlepšovat a rozmnožovat. Jack se dozvídá, že celý projekt si ve skutečnosti objednala armáda. Za pomoci Mae a některých ostatních ničí jeskyni (ve které se roje ukrývají) i se zárodky pro tvorbu nových částic. Helikoptérou přilétá Julia a Jack se dozvídá, že je i s Rickeym již infikovaná částicemi a pod jejich nánosem je téměř mrtvá opravdová Julia. Už mu dochází, že mu nemusí být nikoho líto a spolu s Mae lstí dosáhnou zničení továrny a s ní i výrobní linky na nanočástice. Děti jsou ale infikované a Jack je musí zachránit podáním
tekutiny s bakteriofágem, který nanočástice ničí. Na závěr je autorem vyslovena myšlenka, že člověk by si neměl s novými technologiemi zahrávat...